# Modine Manufacturing
Modine Manufacturing es una empresa de gestión térmica fundada en 1916 en los Estados Unidos. La empresa comenzó como Modine Manufacturing Company por Arthur B Modine, quien patentó el radiador Spirex para tractores. La empresa Modine fabricó el radiador Turbotube para los automóviles Ford Modelo T. La empresa construyó el primer túnel de viento vehicular del mundo en Racine, Wisconsin en 1941. Durante la Segunda Guerra Mundial, Modine fabricó postenfriadores para el avión de combate P-51 Mustang. Después de la Segunda Guerra Mundial, Modine introdujo la unidad Airconditioner HVAC para aplicaciones residenciales y no residenciales. La empresa se expandió con una operación europea, Modine Schnappling Europe, en 1990 y en 1993 adquirió Längerer & Reich, una empresa alemana de transferencia de calor fundada en 1913.
Hoy, la empresa emplea a unas 11.000 personas personas.

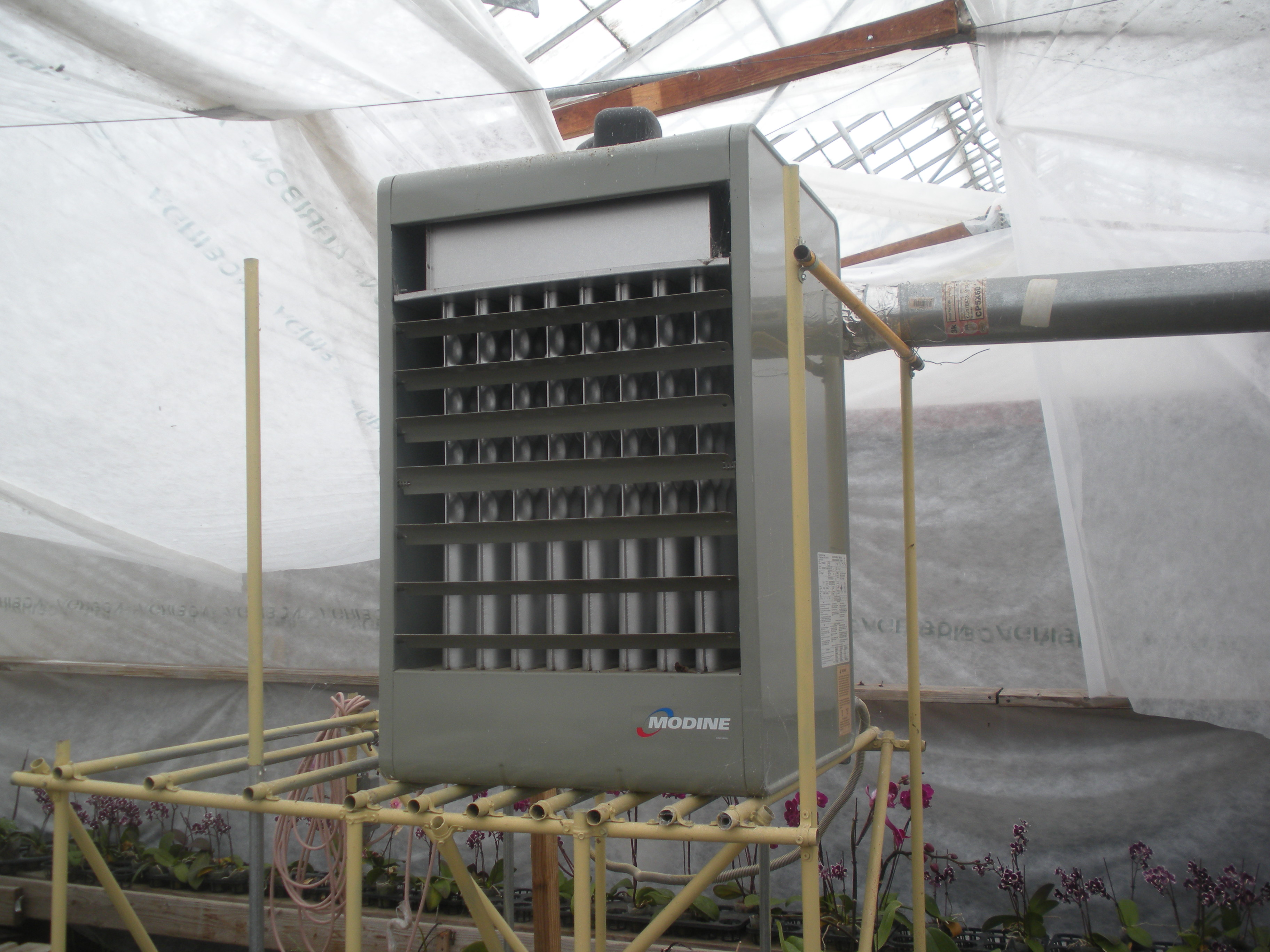
Un calentador de unidad Modine en un vivero

## Sitio Superfund
Modine Mfg Co es un sitio superfund ubicado en 2047 Ireland Grove Rd, Bloomington, IL 61701 por la Agencia de Protección Ambiental de los EE. UU. (EPA). Esta ubicación de Modine fabricaba radiadores y enfriadores de aceite para tractores y ahora está cerrada. Modine Mfg Co está actualmente registrada como un sitio superfondo archivado por la EPA y no requiere ninguna acción de limpieza o investigación adicional en este momento.